# Service aérien de l'armée népalaise
Le service aérien de l'armée népalaise (népalais : नेपाली सैनिक विमान सेवा, romanisé : Nēpālī sainika vimāna sēvā, anglais : Nepalese Army Air Service - NAAS) est la branche de l'armée népalaise dédiée à l'aviation militaire, également connue sous le nom d'escadre aérienne de l'armée népalaise et précédemment sous le nom de Armée de l'air royale népalaise. Le Népal n'a plus d'armée de l'air distincte, mais l'armée népalaise exploite plusieurs avions au sein de la branche aviation de l'armée de terre.

## Historique
Le service aérien de l'armée népalaise a été formé en 1965, mais elle ne démarre réellement qu'en 1971 lorsque l'armée népalaise reçoit ses premiers avions, des Short Skyvan 3M. La famille royale népalaise disposait, avant la création de la force armée aérienne, d'un hélicoptère Alouette III auquel s'est ajouté une version VIP du Short Skyvan en 1970.
Elle devient ensuite une unité de l'armée de l'air en 1979. Enfin, il fait à nouveau partie de l'armée. Il a des capacités de combat limitées car seuls quelques hélicoptères peuvent être armés. L'objectif principal de cet élément volant est le transport, les parachutistes volants et l'assistance en cas d'urgence (par exemple, les catastrophes naturelles). Outre la 11e brigade, le pays a mis en place un vol VIP depuis l'aéroport de Tribhuvan, la plupart des avions sont stationnés à Katmandou, Surkhet et Dipayal.
De 1996 à 2006, le pays était en guerre civile contre les rebelles maoïstes qui s'efforçaient de renverser la monarchie constitutionnelle et d'établir une république. Leurs attaques se sont multipliées depuis le massacre de la famille royale en 2001. Cette évolution a conduit au besoin d'hélicoptères armés. Plusieurs types d'avions sont entrés en service depuis : MI-17, PZL M28 Skytruck, HAL Lancer et HAL Dhruv. Le Royaume-Uni a livré gratuitement deux Britten-Norman Islanders et deux MI-17. La Chine a décidé de fournir un MA-60 (un dérivé du Y-7). Le Népal a également acheté des hélicoptères HAL Cheetah et HAL Chetak. En 2011, Un BAe 748 était encore en service.
En novembre 2014, l'Inde a donné un HAL Dhruv dans le cadre d'un pacte stratégique
La NAAS compte environ 500 membres.

## Équipement

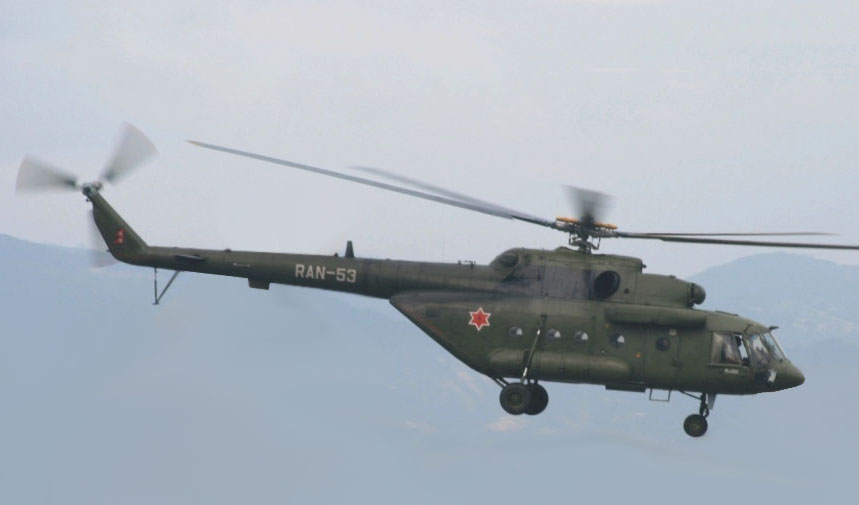
Un Mil Mi-171 de l'armée népalaise

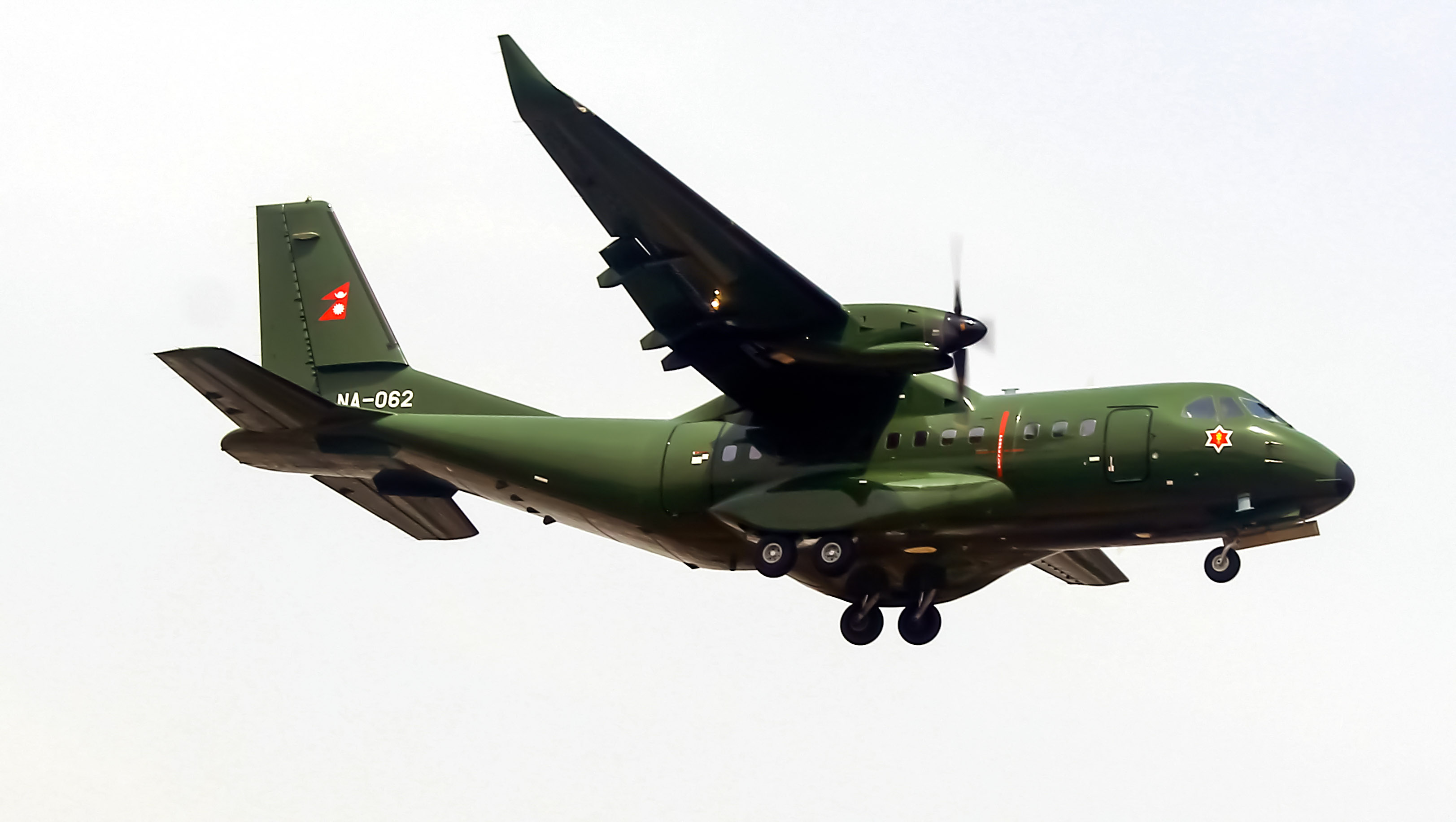
CN-235-220 de la force aérienne népalaise

En 2021 :
| Appareil             | Origine     | Type             | Variant   | En service | Notes                                                                              |           |
| Transport            | Transport   | Transport        | Transport | Transport  | Transport                                                                          | Transport |
| -------------------- | ----------- | ---------------- | --------- | ---------- | ---------------------------------------------------------------------------------- | --------- |
| PZL M-28             | Pologne     | transport        |           | 3          | 2 ex-USAF donnés en 2019. 2 autres achetés par les États-Unis livrés en avril 2025 |           |
| Britten-Norman BN-2  | Royaume-Uni | transport        |           | 1          |                                                                                    |           |
| CASA CN-235          | Indonésie   | transport        |           | 1          |                                                                                    |           |
| Hélicoptères         |             |                  |           |            |                                                                                    |           |
| Mil Mi-17            | Russie      | utilitaire       |           | 4          |                                                                                    |           |
| HAL Dhruv            | Inde        | utilitaire / SAR |           | 1          |                                                                                    |           |
| Eurocopter AS350     | France      | transport léger  |           | 2          |                                                                                    |           |
| Bell 407             | États-Unis  | utilitaire       |           | 3          |                                                                                    |           |
| AgustaWestland AW139 | Italie      | VIP transport    |           | 2          |                                                                                    |           |

## Installations
| \| 100 km1:3 095 000 \| Bajura Bhadrapur Bhâratpur Bhojpur Biratnagar Dhangadhi Dolpa Janakpur Jomsom Jumla Katmandou Lamidanda Lukla Manang Meghauli Nepalganj Phaplu Pokhara Ramechhap Rukumkot Rumjatar Simara Siddharthanagar Simikot Surkhet Talcha Taplejung Thamkharka Tumlingtar Dang |
| 100 km1:3 095 000 |

Dans tout le Népal, il existe 36 aérodromes capables de soutenir des opérations militaires. Voir aussi la liste complète des aéroports au Népal
- Aéroport international Tribhuvan, Katmandou,
- Aéroport de Bhadrapur, Bhadrapur
- Aéroport de Biratnagar, Biratnagar
- Aéroport de Janakpur Janakpur
- Aéroport de Simara, Pipara Simara

- Aéroport de Bhâratpur, Bhâratpur
- Aéroport de Meghauli, Bhâratpur
- Aéroport de Pokhara, Pokhara
- Aérodrome de Jomsom, Jomsom
- Aéroport de Dang, Tulsipur
- Aéroport de Nepalganj, Nepalganj

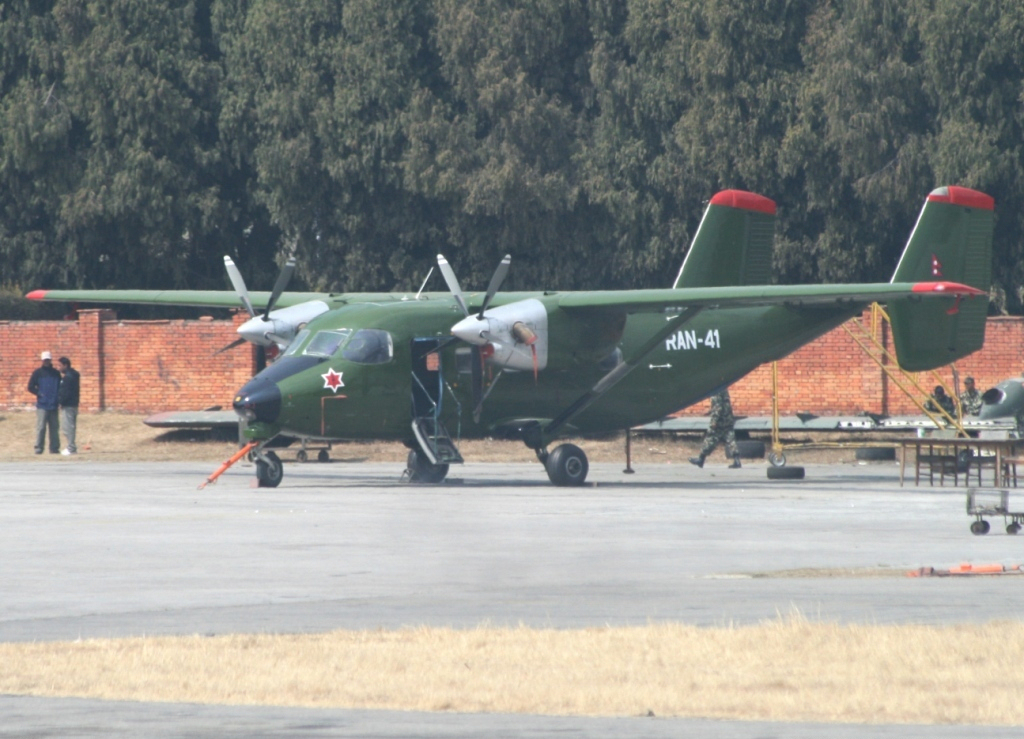
Un PZL M-28 de l'armée népalaise

- Aéroport de Surkhet, Birendranagar
- Aéroport de Jumla, Jumla
- Aéroport de  Silgadhi, Doti/Dipayal
- Aéroport de Mahendranagar, Mahendranagar
- Aéroport de Dhangadhi, Dhangadhi

## École de formation des pilotes de l'armée
Le service aérien de l'armée népalaise a son école de formation de pilotes d'avions et d'hélicoptères depuis 2004 au sein de la brigade n°11 et est la seule école de formation de pilotes d'hélicoptère au Népal.
Outre les pilotes du service aérien de l'armée, l'école produit également des pilotes civils. L'école dispense des entraînements à l'aide d'hélicoptères Mi-17, Bell et Ecureuil.

## Accidents et incidents
- Le 27 février 1970, un de Havilland Canada DHC-6 Twin Otter du vol royal népalais s'écrase alors qu'il décolle de l'aéroport de Jomsom, tuant un passager. Trois passagers et un membre d'équipage survivent mais l'avion doit être radié[7].
- Le 13 septembre 1972, un Douglas DC-3 de la Royal Nepalese Air Force s'écrase lorsqu'il heurte une ligne électrique à haute tension lors d'un vol à Panchkhal. Les 31 occupants de l'avion sont tués[8].
- 30 décembre 1985, un Short SC.7 Skyvan de l'escadre aérienne de l'armée népalaise s'écrase dans la jungle près de Dhangadi, tuant les 25 soldats présent à bord[9].
- Le 10 juillet 1991, un de Havilland Twin Otter de l'escadre aérienne de l'armée népalaise en route de Surkhet à Jumla est détruit, tuant 3 personnes, lorsqu'il heurte une colline. Une analyse ultérieure a montré que l'altimètre avait donné une lecture incorrecte[10].
- Le 18 octobre 2011, un Britten-Norman BN-2 Islander de l'escadre aérienne de l'armée népalaise effectuant un vol en ambulance de Nepalgunj à Katmandou s'écrase près de Dhorpatan, dans le district de Baglung et prend feu. Aucun des six occupants n'e survit à l'accident[11].
- Le 30 mai 2017, un Skytruck PZL M28 de l'escadre aérienne de l'armée népalaise (immatriculation NA-048) s'écrase à l'aéroport de Bajura alors que le pilote effectuait un atterrissage forcé en raison du mauvais temps. L'avion cargo devait atterrir à l'aéroport de Simikot dans le district de Humla. Cependant, les mauvaises conditions météorologiques oblige le pilote à se dérouter vers Bajura. Le pilote est décédé et deux autres ont été blessés[12]